# Князь Примас
Князь-Примас (нім. Fürstprimas, угор. Hercegprímás) — історичний князівський титул, який носили самостійні (князівські) архієпископи, що правили в суверенних територіях (архієпископствах, князівствах) в Європі 18-19 ст.
Прирівнювався до світського титулу Великий князь, Великий герцог або принц.

## Історія
Титул існував в Німеччині, Угорщині та низці інших країн.
«Конфедерація Рейну» була створена 1806 року, коли низка німецьких князівств відійшли від Священної Римської імперії та об'єдналися з Французьким імператором Наполеоном І, який став протектором Конфедерації.
Найвищу державну посаду в Конфедерації зайняв Карл Теодор фон Дальберг, архієпископ Майнцу. Він був першим серед князів Священної Римської імперії і отримав титул Fürstprimas (Князь-Примас). Таким чином він очолював Колегію князів — сенатську асамблею Конфедерації.
Предстоятелем Апостольського престолу у Королівстві Угорщини був архієпископ Естергома, що користувався надзвичайними привілеями, в результаті чого він отримав титул Князя Примаса.
Князь-Примас мав право скликати національні синоди, був Легатом Священної Римської Церкви, і тому мав право, всередині своєї території, де він представляв Папу, на найвищі почесті.
З 1715 р. Князь-Примас також мав титул Князя Священної Римської імперії. Він був головним канцлером Угорського королівства і хранителем великої печатки.
Князь-Примас також був Першим священником і канцлером Угорського національного ордена Св. Стефана, заснованого 1764 року.